# Roberts (Wisconsin)
Roberts és una població dels Estats Units a l'estat de Wisconsin. Segons el cens del 2000 tenia 969 habitants.

## Demografia
Segons el cens del 2000, Roberts tenia 969 habitants, 392 habitatges, i 255 famílies. La densitat de població era de 692,8 habitants per km².
Dels 392 habitatges en un 33,2% hi vivien nens de menys de 18 anys, en un 48,7% hi vivien parelles casades, en un 10,5% dones solteres, i en un 34,7% no eren unitats familiars. En el 25,8% dels habitatges hi vivien persones soles el 5,6% de les quals corresponia a persones de 65 anys o més que vivien soles. El nombre mitjà de persones vivint en cada habitatge era de 2,47 i el nombre mitjà de persones que vivien en cada família era de 3.
Per edats la població es repartia de la següent manera: un 24,9% tenia menys de 18 anys, un 11,6% entre 18 i 24, un 35,3% entre 25 i 44, un 21,7% de 45 a 60 i un 6,6% 65 anys o més.
L'edat mediana era de 32 anys. Per cada 100 dones de 18 o més anys hi havia 100,6 homes.
La renda mediana per habitatge era de 42.258 $ i la renda mediana per família de 47.857 $. Els homes tenien una renda mediana de 35.968 $ mentre que les dones 23.819 $. La renda per capita de la població era de 19.616 $. Aproximadament el 3,5% de les famílies i el 5,5% de la població estaven per davall del llindar de pobresa.

## Poblacions més properes
El següent diagrama mostra les poblacions més properes.